# Ian Hill
Pour les articles homonymes, voir Hill.

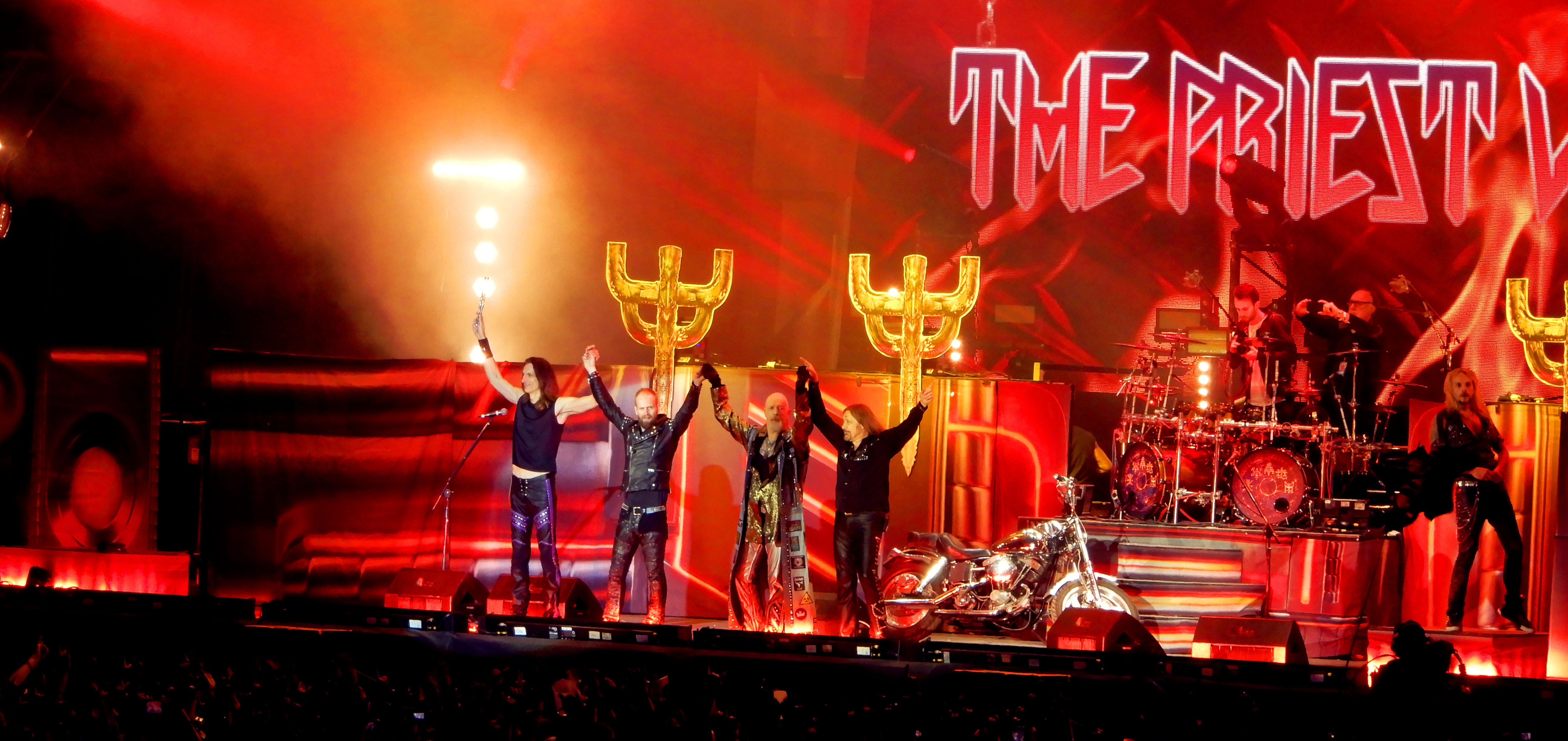
Ian Hill (Judas Priest) au Hellfest 2018.

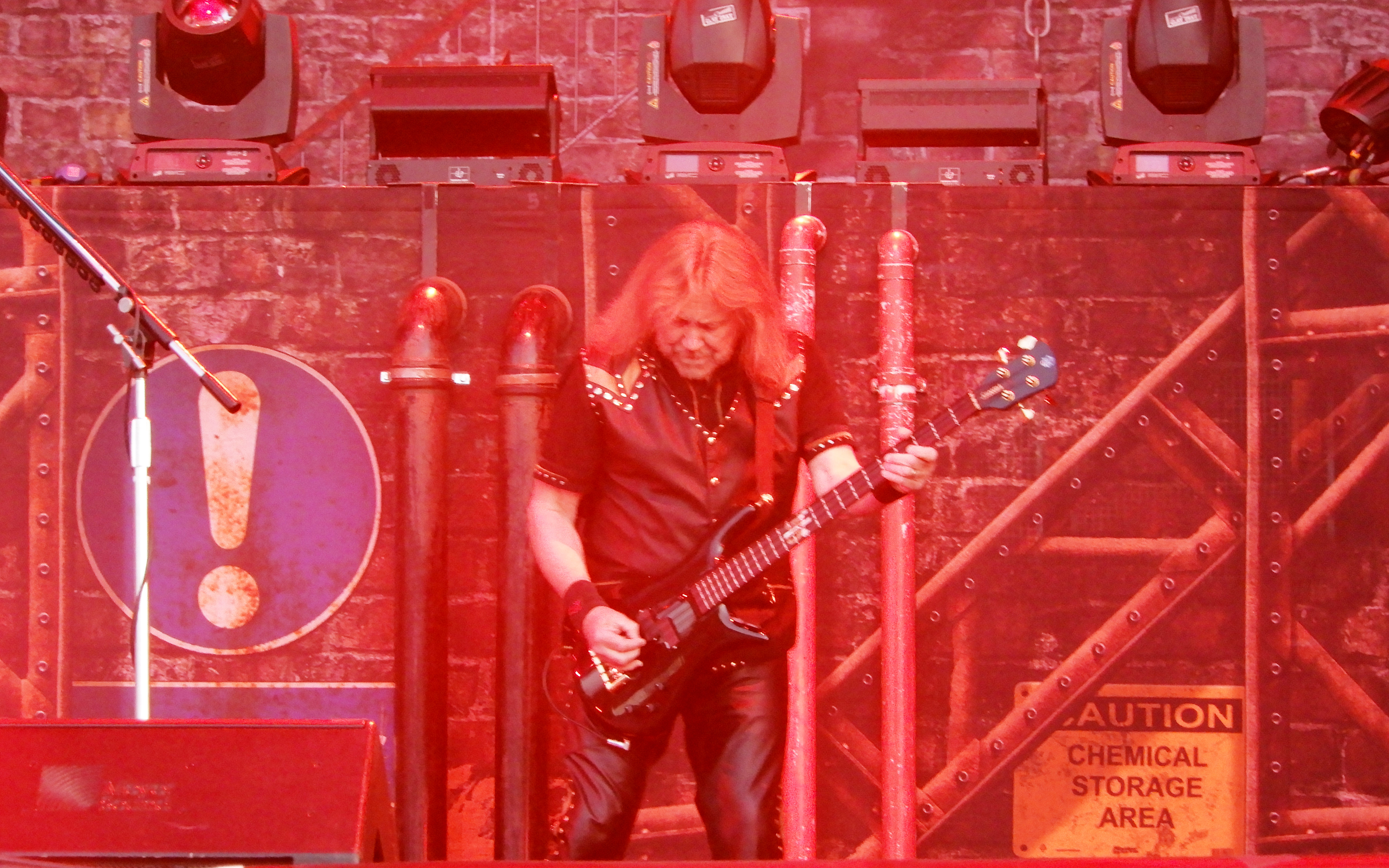
Ian Hill au Hellfest 2022

Ian Hill, né le 20 janvier 1952 à West Bromwich (Angleterre), est bassiste et fondateur du groupe de heavy metal Judas Priest.
Ian apprit à jouer de la contrebasse avec celle de son père qui mourut lorsqu'il n'était qu'adolescent. Avec son ami K. K. Downing, il créa un groupe de heavy metal en 1969 : Judas Priest. Il en est le seul membre permanent depuis sa fondation, puisque jusqu'à l'arrivée de Glenn Tipton en 1973, le groupe ne comprenait que quatre membres.